# Jerzy Pniewski
Jerzy Pniewski est un physicien polonais né le 1er juin 1913 à Płock et mort le 16 juin 1989 à Varsovie à l'origine de la découverte des hypernoyaux en septembre 1952 à Varsovie avec Marian Danysz.